# أونسا دي بيتانغي
أونسا دي بيتانغي (بالبرتغالية: Onça de Pitangui‏)؛ بلدية في ولاية ميناس جيرايس في المنطقة الجنوبية الشرقية من البرازيل.